# Пракрити
Пракрити (प्रकृ्ति, prakṛti) е първичното универсално съзнание и фундаментална същност на разума с който функционира и съществува Вселената.
В Бхагавад гита е представена като „първичната и основна двигателна сила“.
Същност на цялата Вселена и двигател на всички творения и дейност.
Пракрити отговаря също и за женската енергия която е водеща(и по-силната от мъжката). Хора със задълбочени йога познания знаят тази така наречена мистериозна сила, но много силна.